# جورج إدوين تايلور
جورج إدوين تايلور (بالإنجليزية: George Edwin Taylor)‏ هو محرر وصحفي أمريكي، ولد في 4 أغسطس 1857 في ليتل روك في الولايات المتحدة، وتوفي في 23 ديسمبر 1925 في الولايات المتحدة.